# 삼성 갤럭시 A8 (2018)
삼성 갤럭시 A8 (2018)은 2017년 12월에 공개되어 삼성전자에서 제조, 판매중인 안드로이드 스마트폰으로, 모델명상 삼성 갤럭시 A5 (2017)의 후속 제품이다.
중급기 기기이고 성능은 갤럭시 S6와 갤럭시 S7의 중간 정도이다. 참고로 VR기능도 있어 휴대폰으로 VR모드를 사용할 수가 있다. 외관상 얼핏 보면 갤럭시 S9과 비슷하게 생긴 모습이지만 듀얼 엣지 디스플레이가 아닌 평면 디스플레이에 베젤도 두껍고 측면 빅스비 버튼과 후면 심박센서가 없는 것을 보면 별개의 기종이란 것을 확실히 알 수 있다.

## 디자인과 기능

### 디자인
2017년 삼성전자의 프리미엄 스마트폰인 갤럭시 S8, 갤럭시 S8+와 동일하게 소프트 키를 탑재를 하고 있어서 물리 홈 버튼이 삭제되었다. 그러나, 지문인식 버튼이 세 제품과는 다르게 후면 카메라 아래에 위치하여 좀 더 편리함이 증가되었다. 그리고 전작인 갤럭시 A5 (2017)과 동일하게 엣지 디스플레이 기술은 도입되지 않았다. 색상은 블랙, 오키드그레이, 골드, 블루 4가지로 공개되었다. 한국에는 갤럭시 A8+(2018)는 출시하지 않았다. 갤럭시 A8 (2018) 32GB단일 모델만 출시되었고 오키드 그레이만 출시되지 않았다.

### 기능
많이 알려진 삼성페이를 비롯하여 삼성패스, 삼성 클라우드, 보안폴더, 올웨이즈 온 디스플레이 (Always On Display), 그리고 빅스비 비전까지 사용할 수 있으나, 빅스비 보이스와 빅스비 버튼은 지원하지 않는다.

### 출시
2018년 1월 5일에 SK텔레콤, KT, LG유플러스 등 이동통신 3사를 통해 발매되었다. 정식 출고가는 32 GB에 599,500원이다.